# Сланцеві скелі

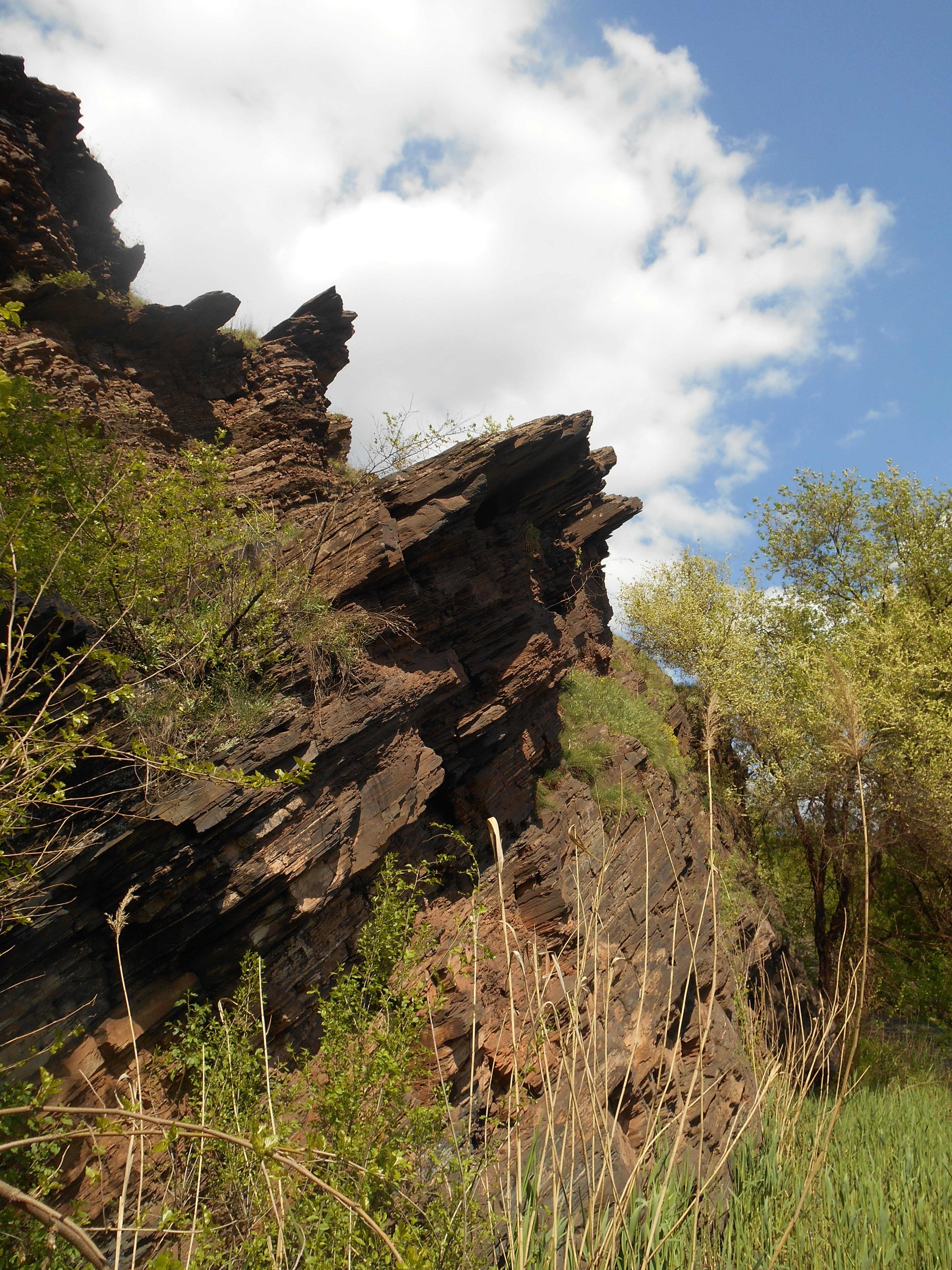
Найвища скеля

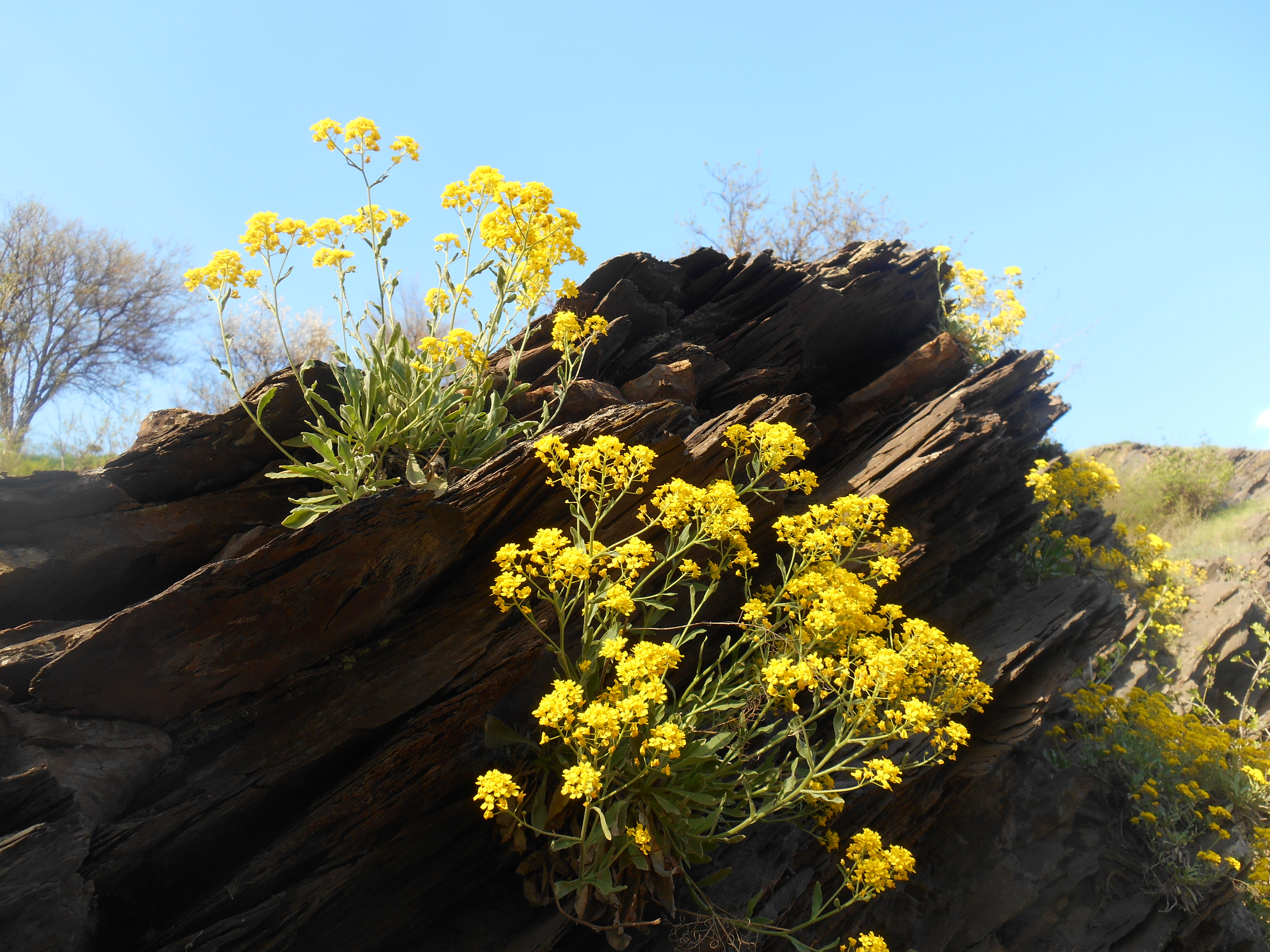
Аврінія скельна - рослина з регіонального червоного списку

Сланцеві скелі — один з об'єктів природно-заповідного фонду Дніпропетровської області, геологічна пам'ятка природи місцевого значення.

## Розташування
Скелі розташовані у Саксаганському районі Кривого Рогу Дніпропетровської області, простягаються вздовж правого берега річки Саксагань між шахтами «Артем-1» та «Північна», а наймальовничіший куточок цих скель розміщений між так названим поселенням Покровське та Деконька, які в народі ще називають поселеннями шахти «Північна» та Катеринівки.

## Історія
Статус пам'ятки природи надано рішенням виконавчого комітету Дніпропетровської області № 391 від 22 червня 1972 року.